# C/2011 F1 (LINEAR)
C/2011 F1 (LINEAR) — одна з довгоперіодичних комет. Комета була відкрита 17 березня 2011 року, коли мала 18.3m.